# Justin Rosniak
Justin Rosniak es un actor australiano que interpretó a Stuart Warne en la serie Packed to the Rafters. 

## Biografía
En mayo de 2013, Justin tuvo un accidente automovilístico en Sídney que le causó heridas en los brazos y el hombro.

## Carrera
En 1987, interpretó a Ian Curruthers en los episodios "One with the Lot: Part 1 & 2" de la serie A Country Practice y más tarde apareció de nuevo en la serie en 1992, ahora interpretando a Chris Warner durante los episodios "Alfred the Great II: Part 1 & 2".
En 1988 se unió como invitado a la exitosa serie australiana Home and Away donde interpretó a Ben McPhee, el nieto de Neville McPhee y Floss McPhee. Más tarde apareció nuevamente en la serie en 1995  interpretando a Joe Lynch, un joven que agredía verbalmente a Sally Fletcher durante diecisiete episodios.
En 1995 interpretó a Peter Milanakos en la serie policíaca G.P.: anteriormente había aparecido en la serie por primera vez en 1989 cuando interpretó a Tim Jenkins en el episodio "The Best Policy". 
En 1996 interpretó a Sam en la serie policíaca Police Rescue. Un año después apareció en la miniserie Frontier interpretando a Sylvester "Wessie" Fraser y en Water Rats interpretando a Kingsley en el episodio "Eye for an Eye": en 1999 regresó a la serie interpretando a Wayne durante el episodio "Cut-off Point".
En 1997 apareció en la serie animada The Adventures of Sam.
En 2002 interpretó a Denny Denisovich durante el episodio "Hear Me, Touch Me, Heal Me" de la serie médica All Saints, más tarde interpretó a Craig Mendelsohn en el 2005 durante el episodio "Right to Life".
En 2008 se unió al elenco recurrente de la serie Packed to the Rafters, donde interpretó a Stuart "Warney" Warne, un excompañero de trabajo de Julie Rafter y Chrissy Merchant y amigo de Dave Rafter hasta el 2012.
En 2010 interpretó a Thommo en el episodio dieciséis de la tercera temporada de la serie policíaca Rush, más tarde apareció de nuevo en la serie ahora interpretando a Tompkinson durante el decimotercer episodio de la cuarta temporada.
En 2011 apareció en dos episodios de la serie Underbelly: Razor interpretando al gánster Leslie "Squizzy" Taylor, un criminal enemigo del gánster Norman Bruhn (Jeremy Lindsay Taylor).
En 2012 apareció como personaje recurrente en la segunda temporada de la serie Laid.

## Filmografía

### Series de televisión
| Año         | Título                               | Personaje               | Observaciones                |
| ----------- | ------------------------------------ | ----------------------- | ---------------------------- |
| 2012        | Laid                                 | Johnny                  | 6 episodios                  |
| 2008 - 2012 | Packed to the Rafters                | Stuart "Warney" Warne   | 21 episodios                 |
| 2011        | Rush                                 | Tompkinson              | episodio # 4.13              |
| 2011        | Underbelly: Razor                    | Leslie "Squizzy" Taylor | 2 episodios                  |
| 2007        | Dangerous                            | Kevin                   | 2 episodios                  |
| 2007        | Raggs                                | Raggs                   | 51 episodios                 |
| 2005        | All Saints                           | Craig Mendelsohn        | episodio "Right to Life"     |
| 2004        | Fireflies                            | Steve                   | 2 episodios                  |
| 2003        | White Collar Blue                    | Bobby                   | episodio # 2.19              |
| 2002        | Young Lions                          | Noel Jarvine            | 2 episodios                  |
| 2001 - 2002 | Mcleod's Daughters                   | Mark Howard             | 2 episodios                  |
| 2001        | Do or Die                            | Justin                  | miniserie                    |
| 1999        | Murder Call                          | Luchano Andrea          | episodio "Death Down Market" |
| 1999        | Water Rats                           | Wayne                   | episodio "Cut-off Point"     |
| 1998        | Blue Heelers                         | Craig Perry             | 2 episodios                  |
| 1997        | Mirror, Mirror                       | Silas Pinbody           | episodio "Foreigners"        |
| 1997        | Spellbinder: Land of the Dragon Lord | Tony                    | 4 episodios                  |
| 1997        | Return to Jupiter                    | Gerard                  | 2 episodios                  |
| 1997        | Ketchup                              | -                       | -                            |
| 1997        | The Adventures of Sam                | Sam Donahue             | 11 episodios                 |
| 1997        | Frontier                             | Sylvester Fraser        | miniserie                    |
| 1993, 1996  | Police Rescue                        | Sam                     | 4 episodios                  |
| 1996        | Naked: Stories of Men                | Sean Furlong            | episodio "Coral Island"      |
| 1995        | G.P.                                 | Peter Milanakos         | episodio "Trapped"           |
| 1988        | Home and Away                        | Ben McPhee              | 12 episodios                 |
| 1994        | Escape from Jupiter                  | Gerard                  | miniserie                    |
| 1992        | A Country Practice                   | Chris Warner            | 2 episodios                  |
| 1991        | Eggshells                            | Jake Rose               | -                            |

### Películas
| Año  | Título                         | Personaje                    | Notas                                                                                              |
| ---- | ------------------------------ | ---------------------------- | -------------------------------------------------------------------------------------------------- |
| 2024 | The Surfer                     | Cop                          | |
| 2017 | War Machine                    |                              | |
| 2015 | Dick's Clinic                  | Dick Warner                  | junto a Ben Geurens, Caleb Alloway, Jeremy Kewley, Don Bridges y Louise Crawford                   |
| 2015 | Down Under                     | Ditch                        | junto a Lincoln Younes, Alexander England, Ryan O'Kane, Damon Herriman & David Field               |
| 2015 | Exhale                         | Jason                        | corto - junto a Andrew Steel, Meyne Wyatt, Nicole Shostak & Andreas Lohmeyer                       |
| 2014 | Broke                          | Neck                         | corto - junto a Claire van der Boom, Steve Le Marquand, Brendan Cowell, Max Cullen & Steve Bastoni |
| 2014 | Florence Has Left the Building | Red Elvis                    | corto - junto a Eden Falk & Jacki Weaver                                                           |
| 2011 | Waiting for Robbo              | Col                          | corto - junto a Lawrence Leung, Rhys Muldoon & John Wood                                           |
| 2010 | Animal Kingdom                 | Det. Randall Roache          | junto a Ben Mendelsohn, Joel Edgerton, Guy Pearce, Luke Ford, Jacki Weaver & Sullivan Stapleton    |
| 2008 | Scorched                       | Oficial de Policía           | junto a Cameron Daddo, Georgie Parker, Vince Colosimo, Les Hill, Libby Tanner & Bob Morley         |
| 2008 | The List                       | Gaff                         | corto - junto a Anthony Hayes, Justine Clarke, Kieran Darcy-Smith, Nicole da Silva & David Michôd  |
| 2008 | Netherland Dwarf               | Hombre en Tienda de Animales | corto - junto a Jack Egan, Mirrah Foulkes & Ewen Leslie                                            |
| 2000 | Sample People                  | Joey                         | junto a Kylie Minogue, Ben Mendelsohn, Simon Lyndon, Joel Edgerton, Nathan Page & Rhett Giles      |
| 1997 | Doom Runners                   | Kid                          | junto a Lea Moreno, Dean O'Gorman, Bradley Pierce, Nathan Jones & Tim Curry                        |
| 1992 | Big Ideas                      | Jimmy Kovak                  | junto a Peter Kowitz, Genevieve Lemon, Salvatore Coco, Silvio Ofria & Glenda Linscott              |
| 1991 | Sweet Talker                   | David Maguire                | junto a Bryan Brown, Karen Allen, Chris Haywood & Bruce Spence                                     |
| 1990 | Sky Trackers                   | Mike Masters                 | junto a Pamela Sue Martin, Maia Brewton, Laurence Coy & Anni Finsterer                             |
| 1990 | More Winners: The Big Wish     | Prince Wilton                | junto a Cameron Nugent, Caz Lederman & Paul Livingston                                             |

### Teatro
| Año  | Obra         | Personaje | Director (a) | Teatro              | Notas                                                                  |
| ---- | ------------ | --------- | ------------ | ------------------- | ---------------------------------------------------------------------- |
| 2012 | I'm Your Man | -         | Roslyn Oades | Belvoir St. Theatre | junto a Mohammed Ahmad, Billy McPherson, Katia Molino & John Shrimpton |
| 2010 | Men          | -         | Sarah Hallam | -                   | junto a Georgia Bolton, Jay Bowen & Samuel Johnson                     |